# Malin Crépin
Anna Malin Fredrika Thomasdotter Crépin (født 22. august 1978 i Stockholm) er en svensk skuespillerinde. Hun har for eksempel spillet rollen som Annika Bengtzon i Nobels testamente (2010). Crépin har også optrådt i tv-serier som Kommissær Winter, Når støvet har lagt sig og Mord i Skærgården.
I 2010 blev hun nomineret til en Guldbagge for filmen I skuggan av värmen (2009).

## Udvalgt filmografi
- Miffo (2003)
- I skuggan av värmen (2009)
- Cornelis (2010)
- Kommissær Winter (tv-serie, 2010)
- Nobels testamente (2011)
- Oslo, 31. august (2011)
- Lulu (2014)
- Nylon (kortfilm, 2015)
- Sameblod (2016)
- Kommissæren og havet (tv-serie, 2017)
- Når støvet har lagt sig (tv-serie, 2020)
- Mord i Skærgården (tv-serie, 2020-2022)
- Bäckström (tv-serie, 2022)
- Don't Look at the Demon (2022)